# Sensor

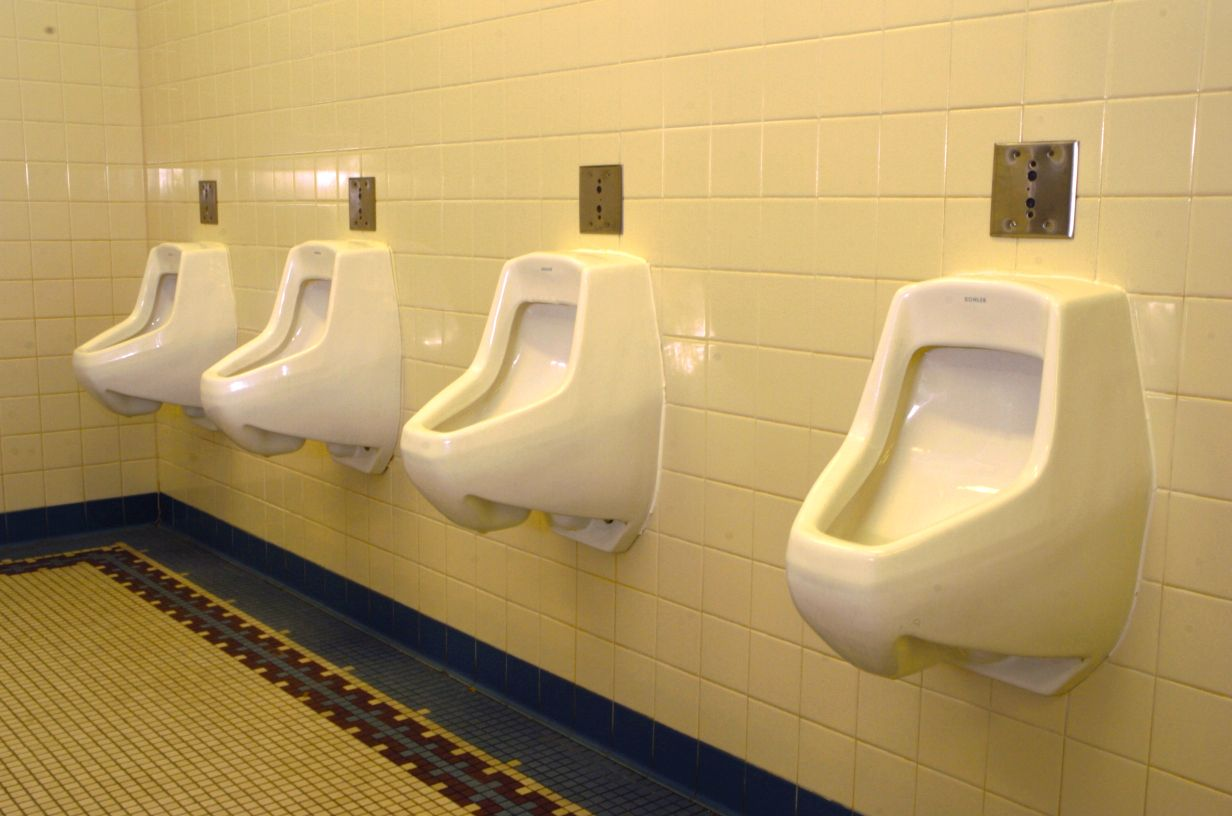
Via sensoren bediende urinoirs

Een sensor is een kunstmatige uitvoering van wat in de biologie een zintuig wordt genoemd. De meeste sensoren zijn elektronisch of mechanisch uitgevoerd, softwarematige en 'virtuele' sensoren zijn ook mogelijk. Met een sensor neemt een machine de omgeving waar of kan informatie verzameld worden waarmee in industrie en informatica processen bestuurd kunnen worden. 
Een sensor meet een natuurkundige grootheid. De grootheden liggen onder andere in de volgende domeinen: straling, druk, temperatuur, magnetisme, niveau, beweging, lichtsterkte, chemie. Sensoren zetten de gemeten grootheid om in een gestandaardiseerd 0/4-20 mA of 0/4-10 V stuursignaal voor verdere bewerking, bijvoorbeeld via een analoog-digitaalomzetter naar een programmable logic controller (PLC) of distributed control system (DCS). 
Sensoren kunnen worden gemaakt op basis van dezelfde technologie als microprocessoren en geheugens in PC's (chiptechnologie), maar ook met andere technologieën.

## Gebruik
Sensoren worden onder andere gebruikt om de volgende zaken in de omgeving waar te nemen:
- Temperatuur
  - Thermokoppel
  - Pt100 of RTD
  - Thermostaat
  - Thermistor
- Luchtvochtigheid
  - Hygrostaat
- Druk
  - Hydrostatische druk
  - Pressostaat
  - Manometer
- Debiet
  - Coriolis-massadebietmeter
  - Vortexdebietmeter
  - Elektromagnetische debietmeter
  - Meetflens
  - Pitotbuis
- Zuurgraad
- Niveau
  - Borrelbuis
  - Trilvork
  - Echometing
    - Ultrasoon
    - Radar

  - Radar
  - Capacitief
- Nabijheid
  - Capacitieve nabijheidschakelaar
  - Inductieve nabijheidssensor
  - NAMUR-sensor
  - Wervelstroomsensor
- Gewicht of kracht
  - Weegcel
  - Rekstrookje
- Redox
- Troebelheid
- Elektrische geleidbaarheid
- Magnetisch veld
  - Hallsensor
  - Reedcontact
- Elektrisch verbruik Kilowattuurmeter
- Richting - bijvoorbeeld een elektronisch kompas
- Helling - bijvoorbeeld een elektronische waterpas
- Chemische samenstelling
- Hoogte - bijvoorbeeld radarmeting of vlotter
- Afstand met een afstandssensor
- Verplaatsing met verplaatsingssensoren
- Beweging - met bewegingssensoren
- Beeld - met een beeldsensor
- Elektromagnetische straling
  - Licht - intensiteit of ruimtelijke verdeling van het licht, met een lichtgevoelige weerstand of met een fotodiode
  - Röntgenstraling - meten van de hoeveelheid straling met een geigerteller (of Geiger-Müller-teller) of het zichtbaar maken met een röntgendetector
- Een virtuele sensor meet een grootheid door middels een aanvullende verwerking een waarde af te leiden uit andere grootheden. Dit is dus geen transductie meer, waar de andere voorbeelden dat wel zijn.